# فرودگاه کوبلت
فرودگاه کوبلت  (به انگلیسی: Kobelt Airport) یک فرودگاه همگانی بهره‌برداری هوایی است که یک باند فرود آسفالت دارد و طول باند آن ۸۷۳ متر است. این فرودگاه در کشور ایالات متحده آمریکا قرار دارد و در ارتفاع ۱۲۸ متری از سطح دریا واقع شده است.